# Svelte
Svelte es un compilador Front End gratuito y de código abierto creado por Rich Harris y mantenido por los miembros del equipo central de Svelte. Las aplicaciones Svelte no incluyen referencias al framework. En su lugar, la compilación de una aplicación Svelte genera código para manipular el DOM, lo que puede reducir el tamaño de los archivos transferidos, así como proporcionar un mejor arranque y rendimiento en tiempo de ejecución al cliente. Svelte tiene su propio compilador, que en el momento de la construcción convierte el código de la aplicación a JavaScript para el cliente. Está escrito en JavaScript.  El código fuente  de Svelte tiene licencia MIT y está alojado en GitHub.

## Historia
El predecesor de Svelte es Reactive.js, que Rich Harris había desarrollado anteriormente.
La versión 1 de Svelte se escribió en JavaScript y se lanzó el 29 de noviembre de 2016.
La versión 2 de Svelte se lanzó el 19 de abril de 2018.
La versión 3 de Svelte está escrita en TypeScript y se lanzó el 21 de abril de 2019.

## Ejemplo
Las aplicaciones y componentes con Svelte se definen en archivos .svelte, que son una extensión de HTML  con una sintaxis de plantillas similar a JSX . Svelte reutiliza la sintaxis destinada para etiquetas en JavaScript $: para marcar declaraciones reactivas. Las variables de nivel superior se convierten en el estado del componente y las variables exportadas se convierten en las propiedades que recibe el componente.
```
<
script
>

    
let
 
count
 
=
 
1
;

    
$
:
 
doubled
 
=
 
count
 
*
 
2
;

</
script
>

<
p
>
{count} * 2 = {doubled}
</
p
>

<
button
 
on:click
=
{()
 
=
>
 count = count + 1}>Count
</
button
>

```

## Influencia
Vue.js modeló su API y componentes contenidos en un solo archivo inspirándose en Reactive.js, el predecesor de Svelte.